# Klågerup
Klågerup est une localité de la commune de Svedala en Suède.

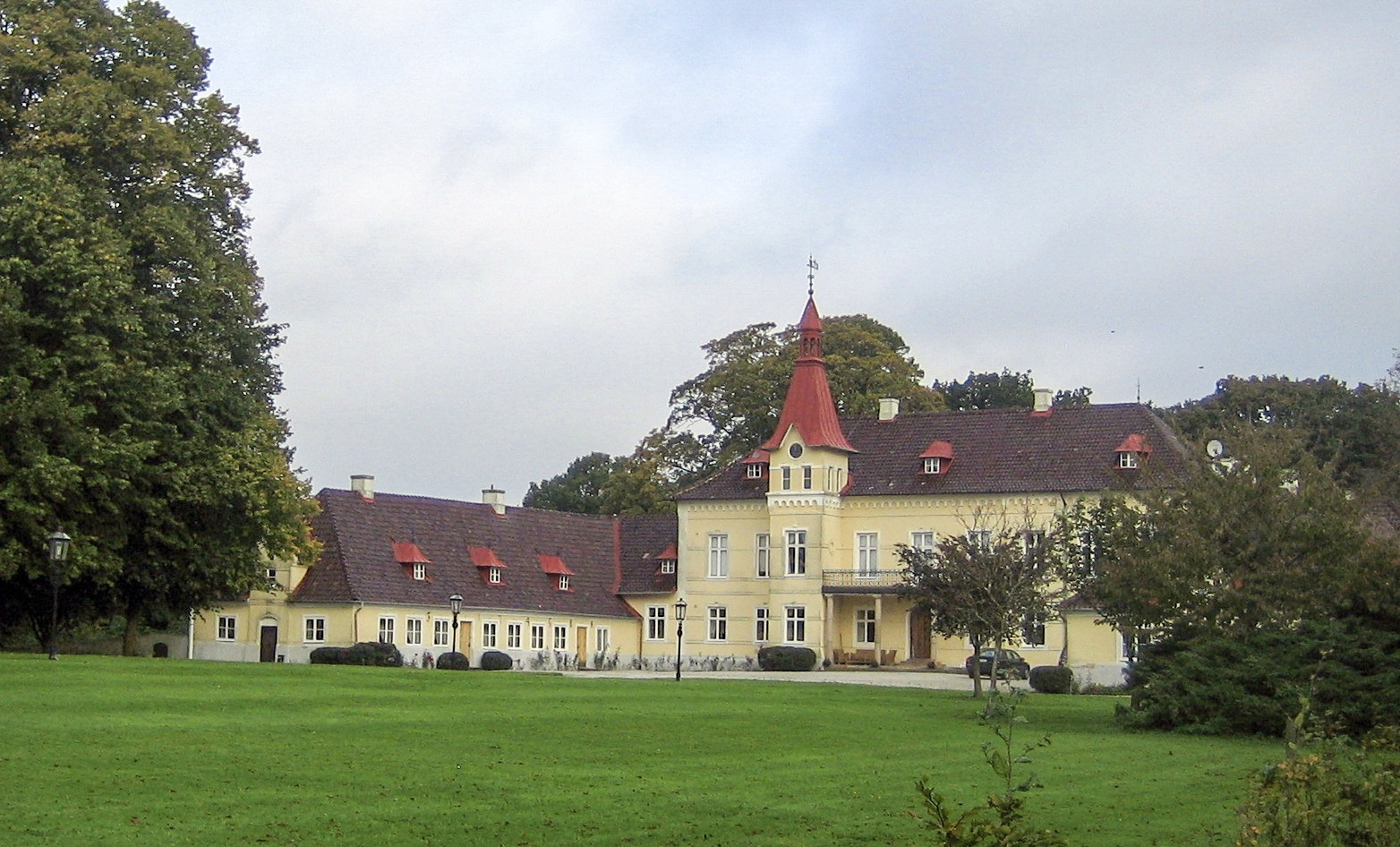
Le château de Klågerup

Sa population était de 2 241 habitants en 2019.